# آنیتا جونز
آنیتا جونز (انگلیسی: Anita K. Jones؛ زادهٔ ۱۹۴۲ (۸۲–۸۳ سال)) دانشمند رایانه و استاد اهل ایالات متحده آمریکا است. او از سال ۱۹۹۳ تا ۱۹۹۷ مدیر تحقیقات و مهندسی دفاعی بود.
وی برنده مدال مؤسسان انجمن مهندسان برق و الکترونیک شده است.
جونز به دلیل مشارکت در تئوری و پیاده‌سازی سیستم‌های نرم‌افزاری و خدمات عمومی گسترده به عضویت آکادمی ملی مهندسی (۱۹۹۴) انتخاب شد.

## زندگی‌نامه
پدر جونز مهندس نفت بود که او را تشویق کرد تا شغلی را دنبال کند که تغییری در جهان ایجاد کند.پدرش به او شطرنج بازی را یاد داد، در مسائل هندسه به او کمک کرد، و آخر هفته‌ها او و برادر کوچکترش را به ماهیگیری گربه ماهی، قیچی قرمز و قزل آلا در خلیج گلوستون می‌برد. مادر جونز که به عنوان بالرین آموزش دیده بود و در چندین فیلم هالیوودی رقصیده بود، به دخترش عشق به نقاشی آموخت.